# 27. zongoraverseny (Mozart)
Wolfgang Amadeus Mozart 27., B-dúr zongoraversenye a Köchel-jegyzékben 595 szám alatt szerepel.

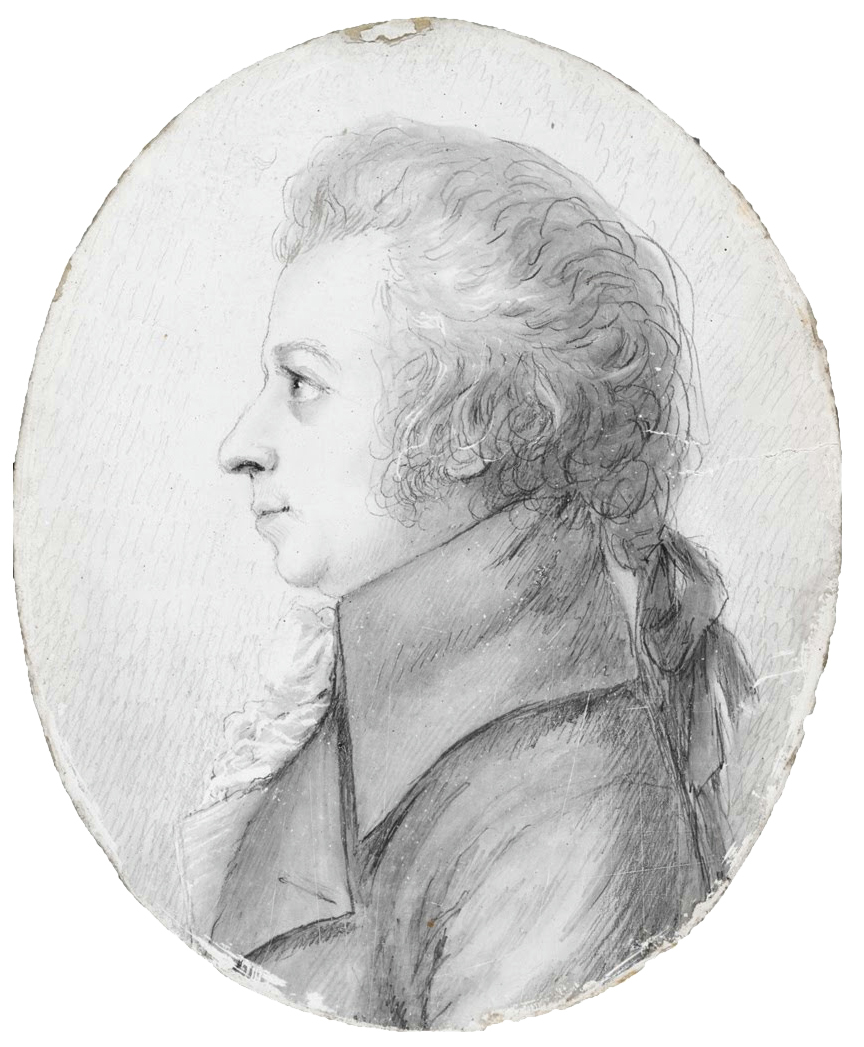
Mozart 1789-ben

## Keletkezése, története
Mozart utolsó alkotása a zongoraverseny műfajban. A zeneszerző a mű komponálását 1791. január 5-én fejezte be. Alan Tyson kutatása szerint a komponálás zöme 1787. december és 1789. február között történt. Simon Keefe szerint a komponálás 1788-tól kezdődött. A nyilvános bemutató az Auersperg palotában volt Bécsben, 1791 januárjában, a zongoraszólót a Mozart-tanítvány, Barbara Ployer játszotta.

## Szerkezete, jellemzői
A mű a partitúra szerint szóló zongorára, fuvolára, két oboára, két basszetkürtre, két kürtre és vonósokra íródott.
Tételei:
1. Allegro
2. Larghetto
3. Allegro

A mű szerkezete nem tér el a korábbi zongoraversenyektől, mégis úgy látszik, mintha Mozart saját maga számára írta volna e darabot. A társasági modor, a szellemes csevegés helyét átveszi a személyes mondanivaló és a befelé forduló egyszerűség.
Ez az új magatartás az első tétel kidolgozási szakaszában mutatkozik meg leginkább. Feltűnően sok a moll epizód ebben a dúr hangnemű tételben, ez is mélybe húzó hangulati eleme a tételnek. 
A lassú tétel ugyan megpróbálja a korábbi románc hangulatot felidézni, de itt is mélabú árnyékolja be a kezdetben átlátszónak tűnő dallamot. 
A záró rondótémát Mozart nyolc nappal a zongoraverseny elkészülte után Tavaszvárás című dalában (K.596) is feldolgozta, a zongoraversenyben azonban a fényes rondótémát mollá fátyolozott alakban is hallhatjuk.

## Ismertség, előadási gyakoriság
Hangversenyen, hanglemezen, vagy elektronikus médiákban viszonylag ritkábban hallgatható darab. 2006-ban, a Mozart-év kapcsán a Magyar Rádió Bartók Rádiójának Mozart összes művét bemutató sorozatában a zongoraszólamot Alfred Brendel játszotta, a St. Martin-in-the-Fields Kamarazenekart Neville Marriner vezényelte.